# Cicho
Cicho är det fjärde studioalbumet och det andra polska studioalbumet från den polska sångerskan Ewa Farna. Det släpptes den 9 mars 2009. Det är en polsk version av hennes tidigare släppta tjeckiska studioalbum Ticho.

## Låtlista
1. Cicho - 3:26
2. La la laj - 3:22
3. S.O.S.! Pomocy! - 3:54
4. Ogień we mnie - 2:19
5. Poznasz mnie, bo to ja - 3:43
6. Nie będziesz sam - 3:15
7. W niespełnieniu - 4:04
8. Już dorośnij! - 3:17
9. Kto to jest? - 3:12
10. Dokąd nas niesie - 3:49
11. Śmiej się - 3:26
12. Dmuchawce, latawce, wiatr - 4:01

## Listplaceringar
| Lista (2009) | Topplacering |
| ------------ | ------------ |
| Polen        | 17           |